# Cerțești
Cerțești is een Roemeense gemeente in het district Galați.
Cerțești telt 2443 inwoners.